# Irán a 2018. évi téli olimpiai játékokon
Irán a dél-koreai Phjongcshangban megrendezett 2018. évi téli olimpiai játékok egyik részt vevő nemzete volt. Az országot az olimpián 2 sportágban 4 sportoló képviselte, akik érmet nem szereztek.

## Alpesisí
Férfi
| Versenyző                | Versenyszám      | 1. futam | 1. futam | 2. futam | 2. futam | Összesítés | Összesítés |
| Versenyző                | Versenyszám      | Idő      | Hely.    | Idő      | Hely.    | Idő        | Helyezés   |
| ------------------------ | ---------------- | -------- | -------- | -------- | -------- | ---------- | ---------- |
| Mohammad Kiyadarbandsari | Óriás-műlesiklás | 1:19,11  | 63.      | 1:18,61  | 59.      | 2:37,72    | 58.        |
| Mohammad Kiyadarbandsari | Műlesiklás       | 55,66    | 42.      | 57,03    | 33.      | 1:52,69    | 34.        |

Női
| Versenyző      | Versenyszám | 1. futam | 1. futam | 2. futam | 2. futam | Összesítés | Összesítés |
| Versenyző      | Versenyszám | Idő      | Hely.    | Idő      | Hely.    | Idő        | Helyezés   |
| -------------- | ----------- | -------- | -------- | -------- | -------- | ---------- | ---------- |
| Forough Abbasi | Műlesiklás  | 1:02,56  | 55.      | 1:01,50  | 50.      | 2:04,06    | 49.        |

## Sífutás
Távolsági
Férfi
| Versenyző         | Versenyszám | Idő     | Helyezés |
| ----------------- | ----------- | ------- | -------- |
| Seyed Sattar Seyd | 15 km       | 39:39,1 | 87.      |

Sprint
| Versenyző             | Versenyszám         | Selejtező | Selejtező | Negyeddöntő | Negyeddöntő | Elődöntő | Elődöntő | Döntő   | Helyezés |
| Versenyző             | Versenyszám         | Idő       | Hely.     | Idő         | Hely.       | Idő      | Hely.    | Idő     | Helyezés |
| --------------------- | ------------------- | --------- | --------- | ----------- | ----------- | -------- | -------- | ------- | -------- |
| Seyed Sattar Seyd     | Férfi egyéni sprint | 3:58,08   | 73.       | kiesett     | kiesett     | kiesett  | kiesett  | kiesett | 73.      |
| Samaneh Beyrami Baher | Női egyéni sprint   | 4:47,91   | 68.       | kiesett     | kiesett     | kiesett  | kiesett  | kiesett | 68.      |